# Bernd Baumgart
Bernd Baumgart (* 3. Juli 1955 in Wittenberg) ist ein ehemaliger Ruderer aus der Deutschen Demokratischen Republik. 1976 gelang ihm im Achter der Olympiasieg.
Bernd Baumgart vom SC DHfK Leipzig war 1974 zusammen mit Roland Kostulski Vizemeister der DDR im Zweier ohne Steuermann gewesen. Er hatte kaum internationale Regatta-Erfahrung, als er als Schlagmann des DDR-Achters für die Olympischen Spiele 1976 in Montreal nominiert wurde. In der Besetzung Bernd Baumgart, Gottfried Döhn, Werner Klatt, Roland Kostulski, Joachim Lück, Dieter Wendisch, Ulrich Karnatz, Karl-Heinz Prudöhl und Steuermann Karl-Heinz Danielowski siegte der Achter bereits im Vorlauf mit fast fünf Sekunden Vorsprung auf das britische Boot. Auch im Finale waren die Briten die Hauptgegner, das DDR-Boot siegte mit zweieinhalb Sekunden Vorsprung. 1977 saß Baumgart im zweiten Leipziger Vierer ohne und belegte bei der DDR-Meisterschaft den zweiten Platz. 1978 belegte er noch einmal den dritten Platz im Zweier.
1976 wurde er für seinen Olympiasieg mit dem Vaterländischen Verdienstorden in Silber ausgezeichnet.
Baumgart musste seine Karriere aus gesundheitlichen Gründen recht früh beenden. Er war später als Sportlehrer an einer Berufsschule in Bernau tätig.